# Programa Samos

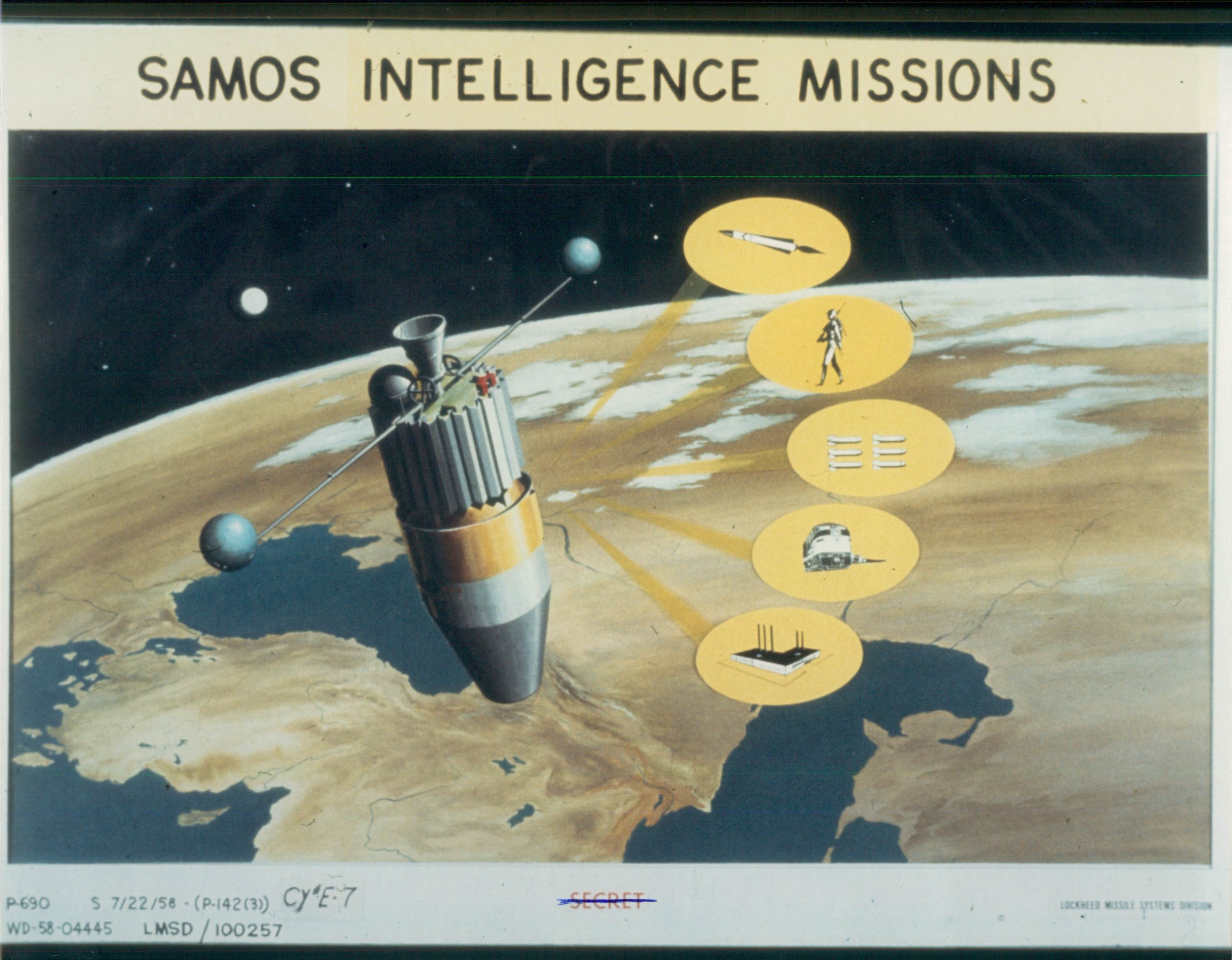
Concepção artística de um satélite SAMOS.

O Programa Samos ou SAMOS-E (sigla em inglês para: Satellite and Missile Observation System) foi um programa de desenvolvimento de satélites de observação da terra de tempo relativamente curto. Os satélites SAMOS foram desenvolvidos na década de 1960 pelos Estados Unidos para fins de reconhecimento e observação da terra. O SAMOS começou como parte do satélite de reconhecimento WS-117L e do programa de proteção da Força Aérea dos EUA em 1956. Em maio de 1958, o Departamento de Defesa dos Estados Unidos dirigiu a transferência do programa WS-117L para a A.R.P.A. (Advanced Research Projects Agency). Partes significativas do programa de desenvolvimento de SAMOS foram SAMOS-E (reconhecimento visual), SAMOS-F (reconhecimento ELINT Ferret), e SAMOS-H (comunicações). No ano fiscal de 1958 WS-117L foi financiado pela USAF em US$108,2 milhões (US$1,69 bilhões de dólares ajustados à inflação em 2024). 